# Phyllanthus glaucophyllus
Phyllanthus glaucophyllus là một loài thực vật có hoa trong họ Diệp hạ châu. Loài này được Sond. miêu tả khoa học đầu tiên năm 1850.